# Malva canariensis
Malva canariensis är en malvaväxtart som beskrevs av M.F. Ray. Malva canariensis ingår i Malvasläktet som ingår i familjen malvaväxter. Inga underarter finns listade i Catalogue of Life.

## Bildgalleri

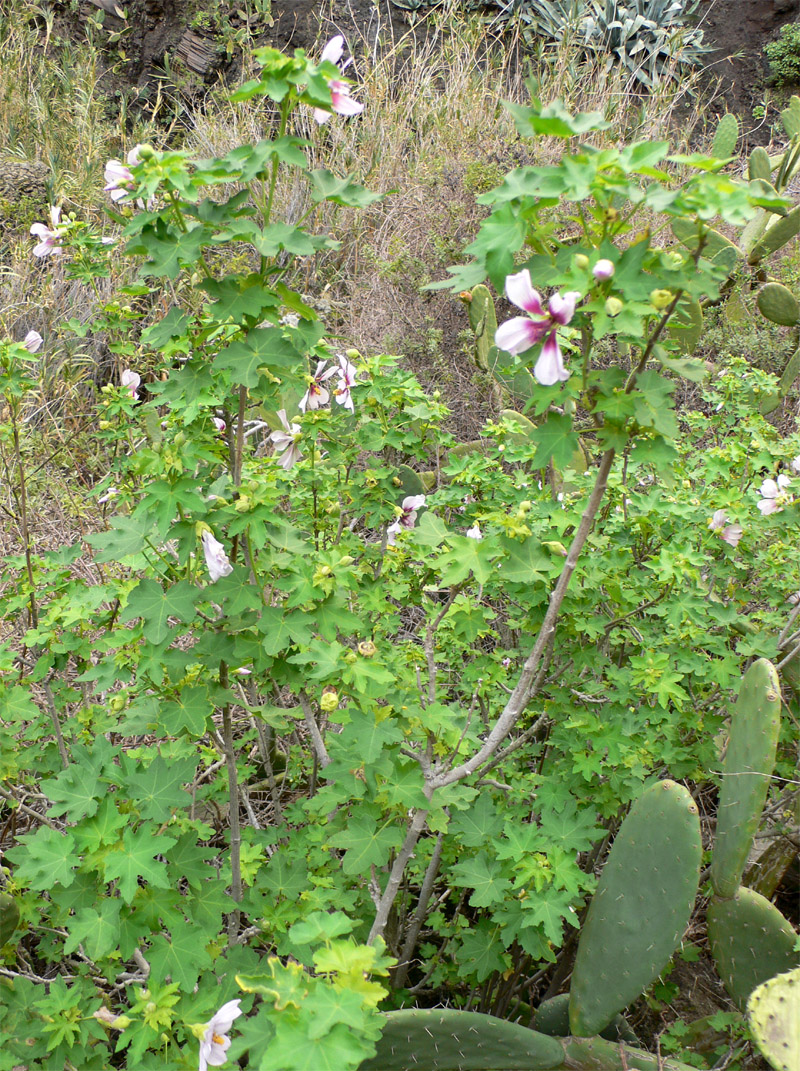
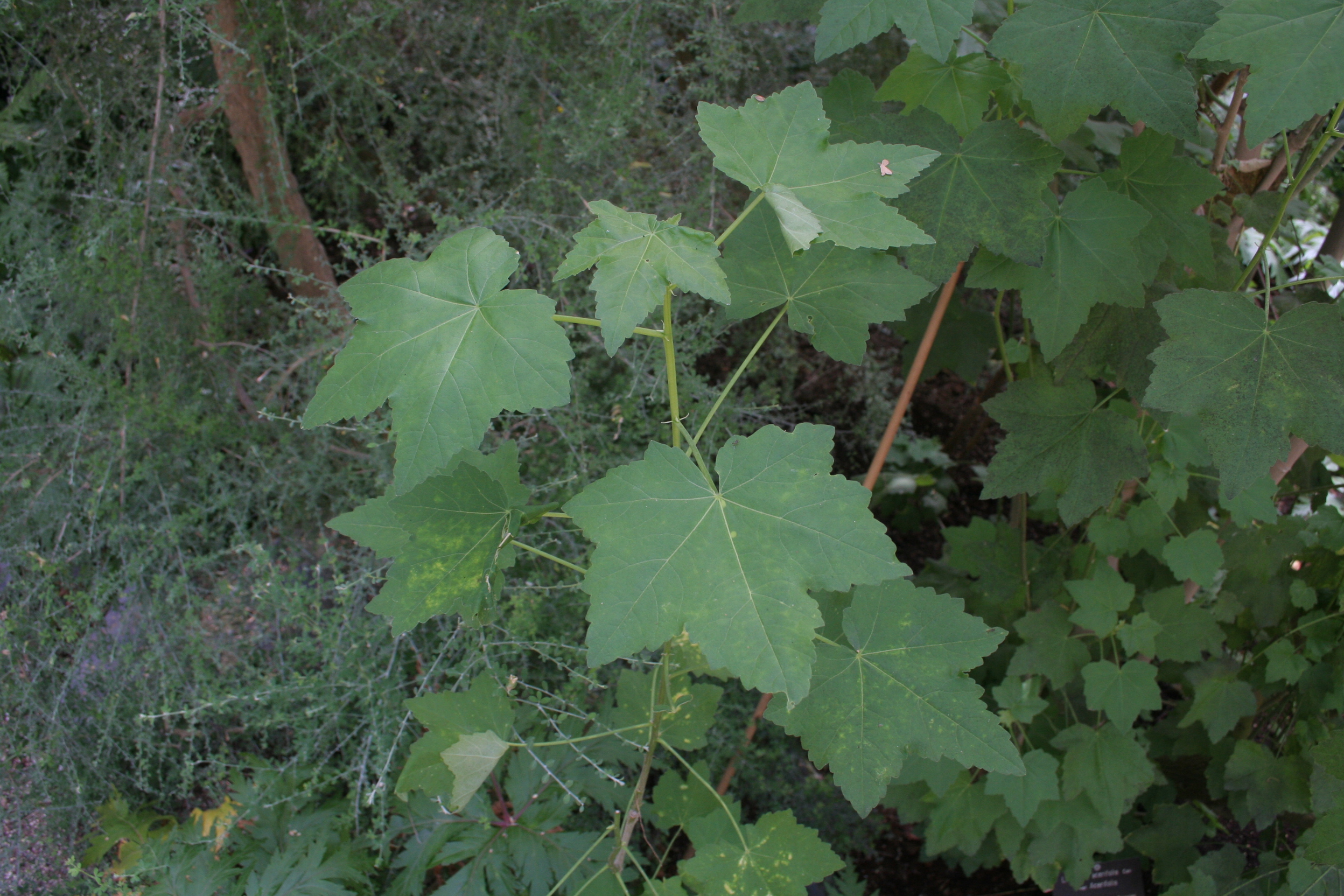